# Peperomia filiformis
Peperomia filiformis är en pepparväxtart som beskrevs av Ruiz & Pav.. Peperomia filiformis ingår i släktet peperomior, och familjen pepparväxter. Inga underarter finns listade i Catalogue of Life.